# Дагестанський державний університет
Дагестанський державний університет (Дагестанський Державний Університет імені В. І. Леніна) — великий навчальний, науковий та культурний центр, який здійснює підготовку фахівців на всіх рівнях вузівського, довузівської, післявузівської та додаткової освіти по широкому спектру природничо-наукових, гуманітарних, економічних, технічних спеціальностей та напрямків, є найбільшим в Південному федеральному окрузі.

## Історія
Заснований в 1931 як Дагестанський державний педагогічний Інститут, і до 1957 носив ім'я народного поета Дагестану Сулеймана Стальського. 8 жовтня 1931 Раднарком ДАССР прийняв постанову «Про відкриття Дагестанського агропедагогічного інституту». Урочисте відкриття інституту було приурочено до 14 річниці Жовтневої революції. У листопаді 1931 — почалися заняття в педагогічному інституті. На перший курс інституту було прийнято 75 студентів, їх навчали 10 штатних викладачів. 1931 в інституті були відкриті 3 відділення — суспільно-літературне, хіміко-біологічне і фізико-технічне. Незважаючи на важкі матеріальні умови, відсутність навчальних площ і гуртожитків, більшістю студентів перший навчальний рік було завершено успішно. Студенти склали іспити та роз'їхалися по районах республіки з конкретним завданням вести в аулах активну роботу з нового набору до інституту. 1935 відбувся перший випуск. Дагестан отримав 39 вчителів з вищою освітою. тоді в університеті навчалося 260 студентів.
1954 року інститут отримав корпус площею понад 6 тис. кв. метрів з актовим та спортивними залами, світлими аудиторіями та кабінетами. Заняття стали проводитися в одну зміну. Старий навчальний корпус був перероблений під гуртожиток. 1957 педагогічний інститут був перетворений в Дагестанський Державний Університет. На стаціонарному відділенні були затверджені 5 факультетів: історико-філологічний, фізико-математичний, факультет природознавства, факультет іноземних мов, інженерно-технічний факультет.
1964 була змінена структура більшості факультетів, створені нові кафедри. Замість п'яти функціонувало вже 8 факультетів: Контингент студентів склав 4691 осіб, працювала 31 кафедра, 287 викладачів, з них 6 професорів, докторів наук і 93 кандидата наук, доцента.
1967 року університетові було передано будівлю обласної партійної школи, завершено будівництво великого спортивного залу та гуртожитки. 1971 завершено будівництво університетського планетарію. 1970 вийшла постанова про організацію в Дагестані на базі інженерних факультетів університету Дагестанського політехнічного інституту. 1972 в університеті був організований економіко-правовий факультет, розділений в 1973 на економічний і юридичний факультети, а в 1974 було відкрито факультет радянської торгівлі. Було введено в експлуатацію нову будівлю.
1980 в університеті навчалися 7487 осіб. До цього часу книжковий фонд університетської бібліотеки склав 993864 томи і в університеті нараховувалося 11 факультетів і 49 кафедр.

## Сучасність
Університет включає в себе:
- 17 факультетів;
- 9 філій;
- 86 кафедр;
- 2 музеї: біологічний та історичний;
- гербарій
- фундаментальну бібліотеку яка містить більше 2000000 томів;
- біологічну станцію;
- планетарій.

### Факультети ДГУ
- Біологічний факультет
- Історичний факультет
- Факультет математики та комп'ютерних наук
- Соціальний факультет
- Факультет сходознавства
- Факультет іноземних мов
- Факультет культури
- Факультет підвищення кваліфікації
- Факультет психології та філософії
- Еколого-географічний факультет
- Фізичний факультет
- Філологічний факультет
- Факультет міжнародної та довузівської підготовки
- Хімічний факультет
- Економічний факультет
- Юридичний факультет
- Факультет інформатики та інформаційних технологій

Фінансово-економічний факультет та факультет управління економікою з серпня 2009 року об'єднані в новий, Економічний факультет. Факультет дагестанської філології з вересня 2009 перетворений у відділення філологічного факультету.

### Проректори
- Ашурбеков Назір Ашурбековіч — проректор з наукової роботи та інновацій;
- Гасанов Магомед Магомедович — проректор з навчальної роботи;
- Гаджієв Назірхан Гаджиевич — проректор з економіки;
- Магомедбеков Ухумалі Гаджиевич — проректор з кадрової політики та філіям;
- Магомедова Мадіна Маліковна — проректор з виховної роботі
- Мухтарів Патаалі Нажмудіновіч — проректор з адміністративно-господарської роботи.

## Персоналії

### Ректори
- 1957 — 1987 — проф. А. А. Абілов
- 1987 — 1991 — член-кор. АПН А. М. Магомедов
- 1992 — 2007 — член-кор. РАН О. А. Омаров
- з 2007 — Соросівський доцент М. Х. Рабаданов

### Відомі випускники
- Абдурахманов Гаїрбег Магомедович — відомий ентомолог.
- Муху Алієв — перший президент Дагестану.
- Самсон Бройтман — вчений-філолог.
- Гаджієв Булач Імадутдинович — Народний Герой Дагестану, народний вчитель СРСР.
- Шаміль Зайналов — колишній прем'єр-міністр Дагестану.
- Магомедов Магомед Гаджієвич — член президії Верховного суду Дагестану.
- Магомедсалам Магомедов — другий президент Дагестану.
- Магомед-Султан Магомедов — голова Народних зборів Дагестану та засновник футбольного клубу Анжи.
- Рауф Магомедович Мунчаєв — радник РАН, доктор історичних наук, професор, член-кореспондент РАН.
- Гаджі Нажмудінов — відомий культуролог та філософ.
- Рамазан Рабаданов — коментатор дагестанського телебачення.
- Віталій Синицький — український літературознавець, кандидат філологічних наук.